# Tour du Grand Montréal
Le Tour du Grand Montréal est une course cycliste par étapes féminine canadienne disputée autour de Montréal. Créé en 2002, il fait partie du calendrier de l'Union cycliste internationale en catégorie 2.1. Il est disputé quelques jours après La Coupe du Monde Cycliste Féminine de Montréal.
L'édition 2010 est annulée. L'organisateur Daniel Manibal argue d'une recherche de sponsors rendue difficile par la création de deux courses masculines figurant au Calendrier mondial UCI : les Grand Prix cyclistes de Montréal et de Québec. La Coupe du monde cycliste féminine de Montréal et le Tour de Prince Edward Island, également organisés par Manibal, sont annulés pour les mêmes raisons.

## Palmarès
| Année | Vainqueur          | Deuxième            | Troisième             |
| ----- | ------------------ | ------------------- | --------------------- |
| 2002  | Laura Van Gilder   | Deirdre Demet-Barry | Clara Hughes          |
| 2003  | Amber Neben        | Lyne Bessette       | Magali Le Floc'h      |
| 2004  | Judith Arndt       | Anita Valen         | Lyne Bessette         |
| 2005  | Oenone Wood        | Annette Beutler     | Dorte Lohse Rasmussen |
| 2006  | Christine Thorburn | Trixi Worrack       | Judith Arndt          |
| 2007  | Oenone Wood        | Trixi Worrack       | Katherine Bates       |
| 2008  | Judith Arndt       | Suzanne de Goede    | Oenone Wood           |
| 2009  | Kirsten Wild       | Trixi Worrack       | Lauren Tamayo         |